# Long
Long – miejscowość i gmina we Francji, w regionie Hauts-de-France, w departamencie Somma.
Według danych na rok 2011 gminę zamieszkiwało 649 osób, a gęstość zaludnienia wynosiła 71 osób/km² (wśród 2293 gmin Pikardii Long plasuje się na 481. miejscu pod względem liczby ludności, natomiast pod względem powierzchni na miejscu 520.).